# Petite Dominique
Petite Dominique ist eine kleine, unbewohnte Insel in der Inselgruppe der Grenadinen im Gebiet des Inselstaates Grenada. Sie liegt zusammen mit dem Felsen Little Tobago und Fota zwischen Carriacou und Petite Martinique, gegenüber dem Point Saint Hilaire (Tibeau Point von Carriacou).
Die Insel erreicht eine Höhe bis ca. 30 m.